# Turnhalle Fährstraße 7
Die ehemalige Turnhalle Fährstraße 7 im niedersächsischen Nordenham-Blexen im Landkreis Wesermarsch wurde als Schule 1878 gebaut.

Aktuell (2023) soll sie als Dorfladen und Café genutzt werden.
Das Gebäude steht unter Denkmalschutz (siehe auch Liste der Baudenkmale in Nordenham).

## Beschreibung
Seit 1595 hatte das Kirchspiel Blexen eine Dorfschule.
Das eingeschossige giebelständige verputzte historisierende Gebäude mit Satteldach, Drempel, einem dreiachsigen prägenden Giebelrisalit mit dem Eingang und einem Dachhaus sowie dem geschossteilenden Gesims an den Längs- und einer Giebelseite wurde 1878 an einem Dorfplatz als Volksschule gebaut. 1926 entstand eine neue Schule an der Fährstraße 31. Das alte Schulgebäude kaufte der Blexer Turnerbund und baute es um zu einer Turnhalle.
Das Landesdenkmalamt befand zur Bedeutung: „… geschichtlich, städtebaulich … .“
Nach Leerstand von um 2021/22 und Umbau soll hier ein Dorfladen und ein Café entstehen.